# Alyson Annan
Alyson Regina Annan (Sydney, 12 de junho de 1973) é uma treinadora e ex–jogadora australiana de hockey sobre grama que se desempenhava como meio campista.
Annan foi eleita melhor jogadora do Mundo em duas ocasiões. É reconhecida como a estrela histórica de seu país e é considerada a melhor jogadora dos anos 1990.

## Biografia
Esteve casada com o também treinador e ex–jogador argentino Maximiliano Caldas, se divorciaram devido à orientação sexual de Annan. Actualmente está casada com a também ex–jogadora neerlandesa Carole Thate, o casal tem dois filhos.
Desde 2015 é treinadora da selecção feminina de hockey sobre erva dos Países Baixos.